# Micah Christenson

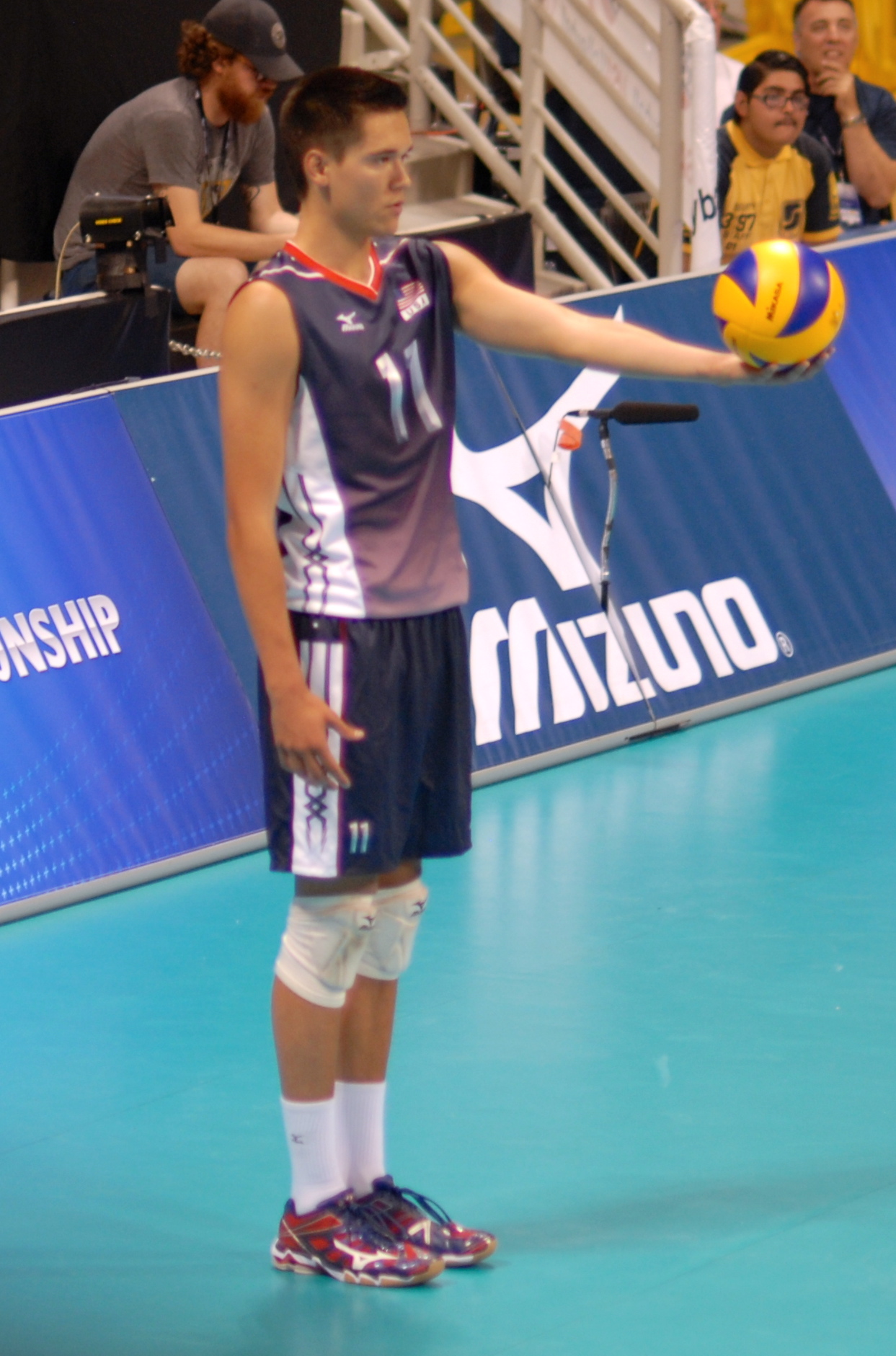
Micah Christenson reprezentantem Stanów Zjednoczonych w Lidze Światowej 2014

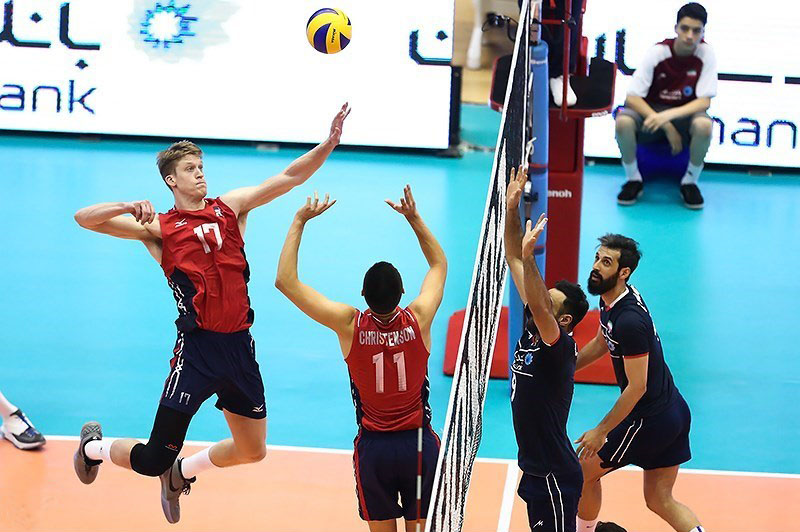
Micah Christenson reprezentantem Stanów Zjednoczonych podczas rozgrywania piłki w trakcie jednego z meczów Ligi Światowej 2015

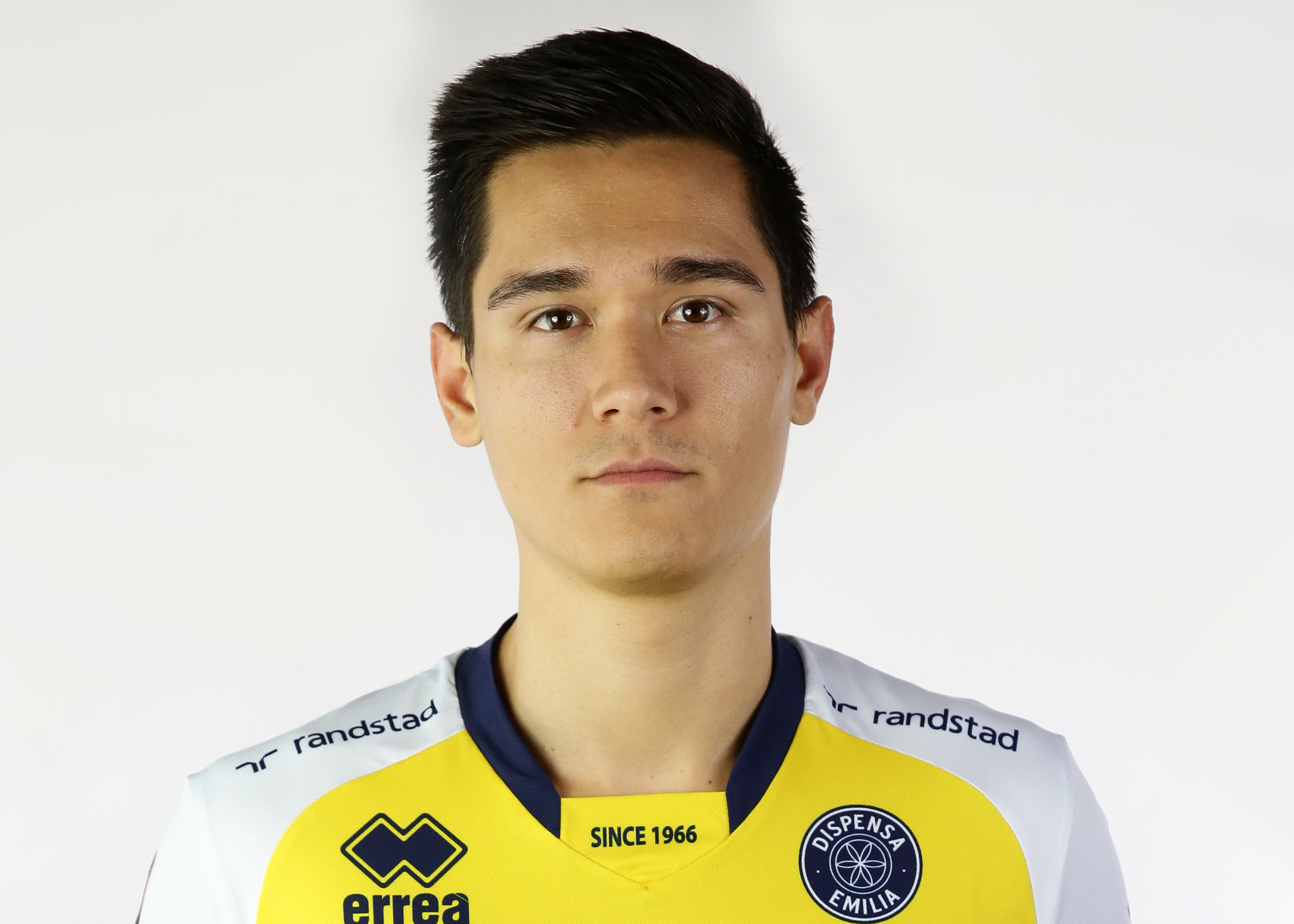
Micah Christenson zawodnikiem Leo Shoes Modena

Micah Makanamaikalani Christenson (ur. 8 maja 1993 w Honolulu) – amerykański siatkarz, grający na pozycji rozgrywającego, reprezentant kraju. 
W sierpniu 2016 roku ożenił się z Brooke Fournier. 16 sierpnia 2018 parze urodził się syn, Ezekiel. 7 czerwca na świat przyszedł jego drugi syn, Quinn.
W Muzeum Olimpijskim w Lozannie postanowił oddać swoją koszulkę reprezentacyjną, w której występował na boisku podczas Igrzysk Olimpijskich 2024 w Paryżu.
Produkuje swoją linię ubrań.

## Sukcesy klubowe
Liga uniwersytecka NCAA:
- 2012

Liga Mistrzów:
- 2018
- 2016, 2017

Mistrzostwo Włoch:
- 2017
- 2018

Puchar Włoch:
- 2017

Klubowe Mistrzostwa Świata:
- 2017

Superpuchar Włoch:
- 2018

Puchar Rosji:
- 2021, 2022, 2023

Mistrzostwo Rosji:
- 2023, 2024
- 2022

Superpuchar Rosji:
- 2023, 2024

## Sukcesy reprezentacyjne
Mistrzostwa Ameryki Północnej, Środkowej i Karaibów Kadetów:
- 2010

Mistrzostwa Ameryki Północnej, Środkowej i Karaibów Juniorów:
- 2010, 2012

Mistrzostwa Ameryki Północnej, Środkowej i Karaibów:
- 2013, 2017, 2023

Liga Światowa:
- 2014
- 2015

Puchar Świata:
- 2015
- 2019

Igrzyska Olimpijskie:
- 2016, 2024[7]

Liga Narodów:
- 2019, 2022[8], 2023[9]
- 2018

Mistrzostwa Świata:
- 2018

## Nagrody indywidualne
- 2010: Najlepszy rozgrywający Mistrzostw Ameryki Północnej, Środkowej i Karaibów Juniorów
- 2012: Najlepszy rozgrywający Mistrzostw Ameryki Północnej, Środkowej i Karaibów Juniorów
- 2013: Najlepszy rozgrywający i serwujący Mistrzostw Ameryki Północnej, Środkowej i Karaibów
- 2015: Najlepszy rozgrywający Pucharu Świata
- 2017: MVP Mistrzostw Ameryki Północnej, Środkowej i Karaibów
- 2018: Najlepszy rozgrywający Mistrzostw Świata
- 2018: MVP Superpucharu Włoch
- 2019: Najlepszy rozgrywający Ligi Narodów
- 2019: Najlepszy rozgrywający Pucharu Świata
- 2022: Najlepszy rozgrywający turnieju finałowego Ligi Narodów
- 2023: Najlepszy rozgrywający turnieju finałowego Ligi Narodów[10]
- 2023: MVP Mistrzostw Ameryki Północnej, Środkowej i Karaibów